# Struthanthus radicans
Struthanthus radicans är en tvåhjärtbladig växtart som först beskrevs av Cham. & Schltdl., och fick sitt nu gällande namn av August Wilhelm Eichler. Struthanthus radicans ingår i släktet Struthanthus och familjen Loranthaceae. Inga underarter finns listade i Catalogue of Life.